# Apsilophrys gracilis
Apsilophrys gracilis är en stekelart som först beskrevs av De Santis 1964.  Apsilophrys gracilis ingår i släktet Apsilophrys och familjen sköldlussteklar. Inga underarter finns listade.